# Friedrich Wilhelm zu Pferde
Die Friedrich Wilhelm zu Pferde war das Flaggschiff der Kurbrandenburgischen Marine in der Zeit von 1684 bis 1693.

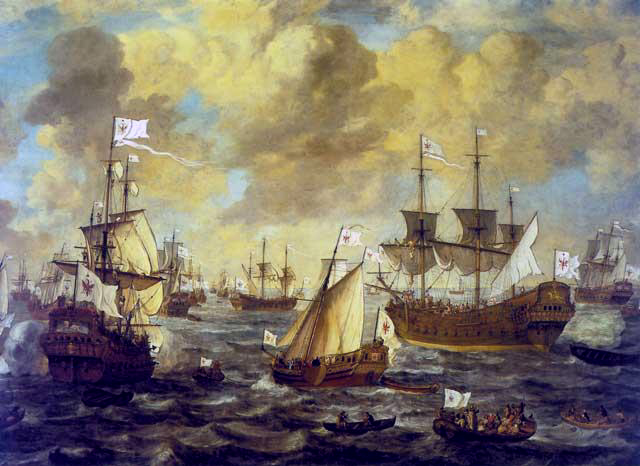
Kurbrandenburgische Flotte; vorne links die Friedrich Wilhelm zu Pferde

## Schiffsgeschichte
Die Konstruktion des als Zweidecker (Linienschiff/Fregatte) konzipierten Schiffes begann im Jahr 1680 und wurde von Gillis C. Peckelhering in Pillau durchgeführt. Das Schiff wurde am 25. April 1681 in Pillau vom Stapel gelassen. Es wurde danach in Königsberg fertiggestellt und im Oktober 1684 in Dienst gestellt. Die Baukosten der als Fregatte eingestuften Friedrich Wilhelm zu Pferde betrugen 70.000 Gulden.
Das Schiff wurde zum Sklavenschiff umgebaut.
1685 wurde das Schiff von Pillau in den neuen Heimathafen nach Emden verlegt. Im September 1691 diente es als Konvoier auf der Strecke von Emden zu den Shetlandinseln. Im Juli 1692 stieß die Friedrich Wilhelm zu Pferde von Emden aus in See in Richtung Westafrika und Westindien. Am 31. Oktober 1693 wurde das Schiff gegen 22 Uhr zwanzig Seemeilen westlich von Kap Spartel von drei französischen Schiffen und einem Brander angegriffen und aufgebracht. Das Schiff brannte am 1. November 1693 vollständig aus und ging verloren.
Die bei der Konstruktion vorgesehene Maximalbewaffnung betrug 60 Kanonen. 1692 besaß das Schiff allerdings als Bewaffnung nur 20 Zwölf- und 5 Dreipfünder-Kanonen.
Auch die Besatzungsstärke des Schiffes schwankte während seiner Dienstzeit zwischen 160 und 250 Mann. 1687 dienten auf dem Schiff 250 Seeleute und 50 Soldaten, im Jahr 1689 150 Seeleute und 50 Soldaten und 1692 versahen 160 Mann den Dienst auf dem Schiff. Kapitän des Schiffes war Jan le Sage.

## Kunsthandwerk
Ein silbernes Modell der Fregatte Friedrich Wilhelm zu Pferde war Teil eines Tafelaufsatzes und befindet sich in der Ausstellung des Militärhistorischen Museums der Bundeswehr. Das gesamte Ensemble des Tafelaufsatzes bestand aus 25 silbernen Schiffsmodellen und war ein Geschenk zur Silberhochzeit des deutschen Kaiserpaares 1906.

## Bemerkungen
1. ↑  Die Friedrich Wilhelm zu Pferde wird als Fregatte angesprochen, auch wenn es sich bei dem Schiff um einen relativ großen Zweidecker (das bedeutet zwei Geschützdecks) handelte. Sie war aber keine Fregatte im neueren Sinne des ab Mitte des 18. Jahrhunderts eingeführten Typs leichterer, sehr seetüchtiger Kriegsschiffe mit nur einem Geschützdeck. Im 17. und in der ersten Hälfte des 18. Jahrhunderts wurde der Begriff "Fregatte" für eine ganze Anzahl verschiedener Schiffstypen benutzt, so dass viele Schiffe von sehr kleinen "Eindeckern" bis hin zu relativ großen "Zweideckern" so bezeichnet werden konnten.